# Анакуа (Техас)
Анакуа (англ. Anacua) — переписна місцевість (CDP) в США, в окрузі Старр штату Техас. Населення — 24 особи (2020).

## Географія
Анакуа розташована за координатами 26°23′8″ пн. ш. 98°55′9″ зх. д. / 26.38556° пн. ш. 98.91917° зх. д. (26.385581, -98.919151).  За даними Бюро перепису населення США в 2010 році переписна місцевість мала площу 0,07 км², уся площа — суходіл.

## Демографія
Згідно з переписом 2010 року, у переписній місцевості мешкало 12 осіб у 6 домогосподарствах у складі 2 родин. Густота населення становила 174 особи/км².  Було 6 помешкань (87/км²).
Расовий склад населення:
| - 100,0 % — білих |

До двох чи більше рас належало 0,0 %. Частка іспаномовних становила 100,0 % від усіх жителів.
За віковим діапазоном населення розподілялося таким чином: 25,0 % — особи молодші 18 років, 75,0 % — особи у віці 18—64 років, 0,0 % — особи у віці 65 років та старші. Медіана віку мешканця становила 32,0 року. На 100 осіб жіночої статі у переписній місцевості припадало 200,0 чоловіків;  на 100 жінок у віці від 18 років та старших — 200,0 чоловіків також старших 18 років.
Цивільне працевлаштоване населення становило 14 осіб. Основні галузі зайнятості: освіта, охорона здоров'я та соціальна допомога — 100,0 %.